# 京職
京職（きょうしき）とは、日本の律令制において京内の司法、行政、警察を行った行政機関である。古訓は、「みさとづかさ」。唐名は、京兆府、馮翊、扶風など。なお、江戸幕府の京都所司代の別称を、京職（きょうしょく）といった。
京内を東西に分け（「左京」と「右京」）、それぞれに左京職（さきょうしき）、右京職（うきょうしき）が置かれた。左京職の長官を左京大夫（さきょうのだいぶ）、右京職の長官を右京大夫（うきょうのだいぶ）という。
平安京では、姉小路の北、朱雀大路沿いに、左右の役所が位置した。
京は碁盤目状に大路・小路が南北・東西方向に整備され（条坊制）、天皇の居所である内裏とそれを取り囲む中央官庁街である大内裏は京の中央北端に設けられた。これは中国の「天子は南面する」思想に基づく都城制にならったためであり、南面する玉座より見て左に位置する京内東側を「左京」、右に位置する西側を「右京」と呼んだ。

## 職掌
京職は京域に関わる行政・司法・警察を統括した制度。日本書紀に初めて見える。京職は地方における国司に相当する職掌を扱っているが、古代国家における京は国家を運営するために建設された人工的な都市空間としての性格を有しており、その京を運営・維持するための独自の職掌を有していた京職は国家にとっては欠くことが出来ない中央官司とされ、国司とはその性格を大きく異にしていた。これは、国司が外官（地方官）であるのに対し､京職は京官（中央官）扱いであることからも分かる。また、京職と国司では同じ職掌でも、内容が大きく異なる事例もある。代表的な例として戸籍に関する業務が挙げられる。考課令には国司・郡司の評価対象として戸口増益（人口増加）があり、隠首・括出された浮浪・逃亡を貫付（本貫として戸籍に登録）した成果も含まれていた。だが、京戸の貫付（京貫）は勅によって実施され、国司の職掌であった浮浪・逃亡・死亡による除帳（戸籍などから除く）の権限も京戸に関しては政府が行い、京職が行うことはなかった。もっとも、同族による申請を除けば、除帳はほとんど実施されず、更に度重なる遷都に同行せずに旧都に留まる民もいたために戸籍と実態の乖離が大きくなった。そのため、貞観18年（876年）になって京職に除帳の権限を認めることになった。
左右二職ありそれぞれ左京・右京を統治する。被官に市司（いちのつかさ）があり､それぞれ左京職が東市司を､右京職が西市司をそれぞれ管轄し市場に関する事務を取り扱った。唐名を「京兆（けいちょう）」という。
行政事務を補佐するために各条ごとに坊令､各坊ごとに坊長（町長）が置かれ､末端まで統治した。坊令・坊長はそれぞれ郡司・里長に相当するが、京には郡司級の在地の有力豪族が存在しなかったことから、坊令には坊内に居住する京戸でかつ八位・初位の位階を有した者から選ばれていた。坊長には坊内に居住する白丁から選ばれた。坊長は坊内の京戸の戸籍を管理するとともに、租税の徴収、雑徭・兵士の徴発、犯罪発生時の官司への通報と犯人の追捕、坊内の治安維持、坊内で発生した奴婢・家地の売買・裁判における証明・調査など、坊内における徴税的・警察的な業務を行っていた。坊令は令制では定員12人であるが､遷都ともに変化した。
ところが、平安京に遷都して以後、従来は京外に別に拠点を有していた貴族層の京への定着が進むとともに、坊令の命令に従わない貴族およびその従者が増加して問題化していった。その一方で、坊令そのものも京職の官人としての要素が強くなり、坊との関わりが希薄になった。このため、貞観4年（862年）に左京大夫紀今守の提言によって坊令に代わる地域の責任者として保長を設置し、貴族や官人をこれに任じることとなった。平安時代中期（10世紀中期）になると、保長の制度も機能しなくなり、地域社会に台頭した有力者を保刀禰に任ずることでかつての坊令・保長が担ってきた役割を果たさせようとした。だが、次第に治安権限を検非違使に奪われていくことになる。だが、その他の行政面では依然として京職は一定の役割を果たしており、14世紀頃までその活動がみられる。

## 制度の比較
京職は日本独自の制度である。日本の律令のモデルとなった唐の制度と比較すると、唐の長安の場合、関内道（後京畿道）－雍州（後京兆府）の下に万年県（西側）・長安県（東側）が設置され、他の地域と同様の道－州－県という地方制度の下に置かれていた（なお、わずかながら、万年県・長安県ともに長安城外の一部近郊農村も管轄としている）。更に城内では、都市内においては坊と里が別々に設定されて、坊正（日本の坊令に相当）と里正（日本の里長に相当）がそれぞれ設置されて、前者は警察的業務、後者は徴税的業務を担当していた。更に長安の市場および行（商人組合）・邸店は経済官庁である太府寺の管轄下にあったが、日本の京の市場は規模が小さく、かつ行や邸店も存在しなかったとされており、市を管轄する市司は京職の被官とされていた。

## 武家の官位としての京職
室町時代には、三管領のひとつ細川氏宗家が右京大夫の職を代々世襲したため、細川氏宗家は京兆家とよばれた。また左京大夫は一色氏や大崎氏などの家格の高い一門のみが独占していた。しかし戦国時代になり、朝廷や公家が経済的に困窮し、官位が売られるようになると、左京大夫は地方の戦国大名にとって箔付けのために最も人気のある官位となり、大内氏・武田氏・後北条氏といった有力大名の他、岩城氏・大宝寺氏といった陸奥・出羽の国人領主まで左京大夫となったため、同時に何人もの左京大夫が出現するような状態であったという（右京大夫は細川氏が京都周辺の実効支配を行っていたため、細川宗家の当主のみが保持した）。
江戸時代には武家官位として、二本松藩主の丹羽氏の歴代藩主の多く（丹羽長富、丹羽光重など）が左京大夫を、久保田（秋田）藩主佐竹氏の歴代藩主の多く（佐竹義宣、佐竹義敦など）が右京大夫を称した。

## 職員
それぞれ左右二職に設置された
- 大夫（正五位上 → 従四位下） 唐名:京兆尹
- 亮（従五位下） 唐名:京兆少尹、馮翊少監
- 進 唐名:京兆司録、馮翊判事
  - 大進（従六位下 → 従六位上）
  - 少進（正七位上 → 従六位下）
- 属 唐名:京兆録事、馮翊記事
  - 大属（正八位下）
  - 少属（従八位上）

- 坊令（無位 → 少初位下）
  - 坊長

- 史生
- 職掌　新設
- 使部
- 直丁

被官として
東・西市司
備考：藤原仲麻呂政権下で左右京を一人で統治する京尹（きょういん）が置かれた。

## 任官者一覧
※（）内の年は、補任または見任年。

### 左京大夫

#### 飛鳥・奈良時代
- 美努王（702年）
- 三輪高市麻呂（703年）
- 布勢耳麻呂（708年）
- 息長老（708年）
- 県犬養石次（742年）
- 藤原仲麻呂（743年）
- 大和長岡（759年）
- 藤原蔵下麻呂（767年）

- 小野竹良（769年）
- 藤原魚名（769年）
- 大伴家持（774年）
- 藤原小黒麻呂（775年）
- 藤原雄依（776年）
- 多治比土作（778年）
- 藤原種継（778年）
- 藤原鷹取（781年）

- 藤原継縄（781年）
- 石川垣守（784年）
- 坂上苅田麻呂（785年）
- 佐伯久良麻呂（786年）
- 石川名足（787年）
- 藤原雄友（788年）
- 石川真守（792年）
- 藤原乙叡（793年）

#### 平安時代
- 藤原縄主（797年）
- 橘入居（799年）
- 藤原大継（時期不詳:799年-806年の間）
- 石川魚麻呂（806年）
- 巨勢野足（806年）
- 藤原継業（808年）
- 紀広浜（808年）
- 多入鹿（809年）
- 三島名継（時期不詳:806年-810年の間）
- 大野真雄（811年）
- 藤原今河（812年）
- 紀咋麻呂（814年）
- 藤原綱継（815年）
- 良岑安世（815年）
- 多治比今麻呂（816年）
- 直世王（818年）
- 春原五百枝（823年）
- 菅原清公（826年）
- 藤原文山（827年）
- 石川河主（827年）
- 橘氏人（時期不詳:840年前後）
- 源明（842年）
- 正行王（850年）
- 源生（851年）

- 藤原良仁（855年）
- 紀今守（858年）
- 菅原是善（856年）
- 在原行平（860年）
- 弘宗王（860年）
- 輔世王（875年）
- 忠範王（877年）
- 源行有（880年）
- 在原守平（884年）
- 菅原道真（892年）
- 源旧鑑（時期不詳:886年-908年の間）
- 源清平（923年）
- 藤原元方（929年）
- 源庶明（929年）
- 藤原中正
- 大江維時（946年）
- 源重光（961年）
- 藤原兼家（964年）
- 藤原為輔（967年）
- 藤原道長（987年）
- 源泰清（988年）
- 源長経（999年）
- 藤原広業（1012年）
- 藤原惟憲（時期不詳:1013年-1017年の間）

- 藤原能信（1014年）
- 藤原経通（1017年）
- 藤原隆光（時期不詳:1030年以降）
- 藤原経輔（1035年）
- 藤原資房（1040年）
- 源経長（1041年）
- 藤原道雅（1045年）
- 藤原祐家（1054年）
- 藤原長房（1058年）
- 藤原実季（1069年）
- 藤原公房（1075年）
- 源顕仲（1102年）
- 藤原家隆
- 石川光義
- 藤原経忠（1124年）
- 藤原家成（1134年）
- 藤原顕輔（1139年）
- 藤原通基
- 藤原教長（1156年）
- 藤原隆季（1156年）
- 藤原俊成（1161年）
- 藤原定隆（1166年）
- 藤原脩範（時期不詳:1174年-1183年の間）

#### 鎌倉時代
- 藤原顕家（1187年）
- 橘知尚（1303年）
- 坊門清忠（1328年）
- 一色公深

#### 南北朝時代
- 三条公明（1335年）
- 仁木頼章
- 安倍有世（時期不詳:1355年-1384年の間）
- 山名時氏
- 畠山国清

- 斯波氏経
- 鈴木繁伴
- 吉良満義
- 吉良持家

- 大崎直持（1363年）
- 大崎詮持（1375年）
- 高倉永季
- 今川貞臣

#### 室町時代中期
- 大内盛見
- 六角満高
- 姉小路尹綱
- 土岐頼益
- 大崎持詮（1413年）

- 赤松満祐（1414年）
- 赤松義則
- 菊池兼朝
- 一色持信
- 一色義貫

- 一色教親
- 小笠原宗康
- 大内教弘
- 土岐持益

#### 戦国時代
- 大内政弘（1468年）
- 赤松政則
- 一色義春
- 一色義直
- 岩城親隆
- 土岐成頼
- 大崎義兼
- 一色義有
- 吉良持清（1509年以前）
- 大内義興（1508年）
- 伊達稙宗（1517年）
- 寒河江孝広（1517年）
- 土岐頼芸

- 一色義幸
- 畠山長経
- 武田信虎（1521年）
- 木曾義在（1527年）
- 北条氏綱（1530年）
- 大内義隆（1530年）
- 五辻諸仲（1534年）
- 六角義賢（1539年）
- 赤松政村（1539年）
- 赤松晴政
- 岩城重隆（1541年）
- 大宝寺晴時（1541年）
- 結城晴広（1542年）

- 大崎義直（1545年）
- 大内義長（1553年）
- 伊達晴宗（1555年）
- 北条氏康
- 伊東義益
- 一色義道
- 斎藤義龍（1561年）
- 河野通宣（1562年頃）
- 三好義継（1565年）
- 伊達輝宗
- 徳川家康（1568年）

#### 安土桃山時代
- 浅野幸長（1589年）
- 岩城常隆

### 右京大夫

#### 飛鳥・奈良時代
- 猪名石前（708年）
- 多治比池守（710年）
- 大原門部（737年）
- 吉備真備（747年）
- 紀飯麻呂（754年）
- 佐伯毛人（757年）
- 佐伯今毛人（757年）
- 粟田奈勢麻呂（759年）

- 大和長岡（764年）
- 百済足人（768年）
- 小野竹良（768年）
- 石川豊成（770年）
- 佐伯三野（772年）
- 百済王理伯（774年）
- 石川垣守（777年）
- 石川名足（781年）

- 大中臣子老（782年）
- 石川豊人（784年）
- 大中臣諸魚（786年）
- 藤原菅継（789年）
- 石川真守（791年）
- 藤原真友（792年）

#### 平安時代
- 紀勝長（797年）
- 藤原園人（798年）
- 多治比継兄（799年）
- 橘綿裳
- 安倍兄雄（806年）
- 吉備泉（806年）
- 文室綿麻呂（807年）
- 藤原藤嗣（808年）
- 紀広浜（808年）
- 藤原貞嗣（812年）
- 藤原道継（815年）
- 直世王（816年）
- 菅原清公（821年）
- 藤原綱継（826年）
- 藤原文山（827年）
- 百済王勝義（829年）
- 正躬王（834年）
- 橘弟氏（839年）

- 田口佐波主（840年）
- 正行王（846年）
- 源寛（847年）
- 藤原諸成（850年）
- 豊江王（856年）
- 藤原衛（857年）
- 春澄善縄（857年）
- 南淵年名（858年）
- 橘海雄（859年）
- 橘貞根（861年）
- 源覚（875年）
- 安倍貞行（時期不詳：872年-879年の間）
- 基棟王（時期不詳：874年-879年の間）
- 源至（885年）
- 藤原是法
- 源建（907年）
- 藤原当幹（918年）
- 橘公頼（920年）

- 源是茂（923年）
- 藤原忠房（927年）
- 藤原高堪
- 源宗于（939年）
- 藤原斉信（987年）
- 藤原致忠（時期不詳：975年-987年の間）
- 藤原師経（1022年）
- 源資通（1036年）
- 源資綱（1046年）
- 藤原明衡
- 藤原実政（1078年）
- 藤原通俊（1082年）
- 藤原定実（1090年）
- 平忠盛（1144年）
- 藤原長輔（1148年）
- 藤原信輔（1156年）
- 藤原邦綱（1161年）

#### 鎌倉時代
- 藤原有能（1204年）
- 北条義時（1217年）
- 世尊寺行能（1235年）

- 源雅言（1259年）
- 九条行家
- 藤原隆保

- 藤原重名

#### 南北朝時代
- 仁木義長
- 一色直氏

- 菊池武朝
- 吉良貞家

- 細川頼元

#### 室町時代中期
- 細川満元
- 細川持元
- 細川持之
- 細川勝元（1442年）

#### 戦国時代
- 小笠原政秀
- 細川政元
- 細川澄元

- 赤松政元
- 細川高国（1508年）
- 佐竹義舜

- 細川晴元（1537年）
- 細川氏綱（1552年）
- 最上義光（1560年）

#### 安土桃山時代
- 佐竹義昭
- 細川昭元（1575年）
- 大宝寺政氏

- 毛利秀元（1590年）
- 佐竹義宣（1590年）
- 小出吉英（1593年）

- 津軽為信（1600年）
- 水谷勝俊
- 土岐頼春